# Cico
Cico Felipe Cayetano Lopez Martinez y Gonzales, comunemente detto Cico, è un Personaggio dei fumetti creato da Sergio Bonelli come spalla comica di Zagor, protagonista della omonima serie a fumetti pubblicata dalla Sergio Bonelli Editore dal 1961.

## Biografia del personaggio
Ultimo di otto tra fratelli e sorelle, è un battelliere di origini messicane, che si trova coinvolto in una vicenda losca con un tal James Regan, amico di un pericoloso indiano di nome Kanoxen. Gli amici di Cico vengono uccisi da Regan, ma Zagor interviene in tempo per salvarlo. E qui comincia il lungo sodalizio tra i due. Prima di incontrare Zagor ha vissuto diversi anni con una tribù indiana. Ha un caro amico, Trampy, barbone ben pasciuto, in quanto intelligentissimo e capace di scroccare qualsiasi cosa con trovate al limite della genialità; insieme a Cico finiscono spesso nei guai. Il suo rivale è invece Drunky Duck, postino di origini indiane, amante degli scherzi di cui fa oggetto Cico e ricevendone pistolettate a vuoto e improperi.

## Caratteristiche
Di aspetto basso e grassoccio, inizialmente dotato di sombrero e con i tratti del volto più truci, in seguito il copricapo messicano sparirà e il viso diventerà più rotondo e simpatico, perdendo l'aspetto minaccioso. Anche il suo linguaggio si modererà; indossa quasi sempre un completo messicano attillato con tanto di camicia e papillon, decisamente inadatto per la vita nella foresta.
Formidabile mangiatore e bevitore, perennemente al verde, ha la pessima abitudine di truffare osti e titolari di saloon, finendo poi irrimediabilmente nei guai. Spesso ha idee cervellotiche che coinvolgono Zagor. Ama ricordare la sua discendenza fatta di uomini nobili e istruiti, tra cui il famoso nonno farmacista. Spesso fa amicizia con personaggi che poi lo coinvolgono in vicende complesse che Zagor è chiamato a risolvere. È attaccabrighe, presuntuoso, arrogante, pauroso, imbroglione, buffo, simpatico, sfortunato, furbo e sciocco allo stesso tempo. Se è vero che Zagor si ritrova spesso a doverlo salvare, non sono rare neppure le avventure in cui sono le azioni del messicano a salvarli entrambi o comunque a facilitare le azioni del protagonista: nella stessa avventura che introduce il sodalizio tra i due è Cico che salva dall'annegamento Zagor incatenato e gettato in un fiume.
Pare che Bonelli, ideando Cico, si sia ispirato a Paperino. Quando resta vittima di un grosso spavento, i suoi capelli si rizzano a mo' di istrice.
Dotato di una pistola Remington, non è però in grado di usarla al meglio. Sa comunque fare il sarto, il ciabattino, il barbiere, il cuoco e molti altri mestieri.
Le sue paure più grandi sono legate al mondo del soprannaturale, mentre quando affronta criminali o indiani è più scaltro e coraggioso. Pur non essendo un adone ha spesso ammiratrici, tra cui una nobile austriaca.

### Nome
Il nome completo di Cico è un elemento comico ricorrente nelle sue storie a fumetti, è stato riportato in diverse versioni, ma col tempo si è stabilizzato in Cico Felipe Cayetano Lopez Martinez y Gonzales (sequenza di nomi con cui peraltro si presenta più volte nella prima storia della serie, La foresta degli agguati). Interrogato durante un processo, ad esempio, affermò chiaramente di chiamarsi Felipe Cayetano Gonzales y Rodriguez y Martinez y Consalvo y Morales y Rosales y Ramirez y Hernandez y Espinosa... non riuscendo addirittura a finire l'elenco dei cognomi perché il cancelliere a cui stava dettando finí l'inchiostro (stranamente, nello stesso albo e in tempi cronologicamente vicini al processo, il nome fu riportato per ben due volte come Felipe Cayetano Lopez y Martinez y Gonzales y Rodriguez).
È chiamato Piccolo uomo dal grande ventre dalle tribù indiane di Darkwood e Porcello baffuto dai Sioux.

## Storia editoriale
Cico esordisce nel primo numero della serie a fumetti dedicata al personaggio di Zagor, "La foresta degli agguati", nel giugno 1961 ed è il comprimario fisso del protagonista della serie. Oltre che nella serie regolare, compare negli albi speciali fuori serie.

### Speciale Cico
Tra il 1979 e il 2007, con scadenza annuale, uscì uno spin-off dedicato a lui e ai suoi antenati, dal taglio comico-surreale. Fino al n° 9 gli albi erano supplementi a Zenith Gigante, la serie Speciale Cico nacque con il n° 10. Dal 1995 fino al 1998 l'albo uscì con cadenza semestrale, per poi tornare alla cadenza annuale fino al 2007, arrivando ad un totale di 27 numeri. Un ventottesimo numero, è stato pubblicato nel 2021, in concomitanza delle sessantesimo anniversario della prima uscita di Zagor nelle edicole.